# Mbarara

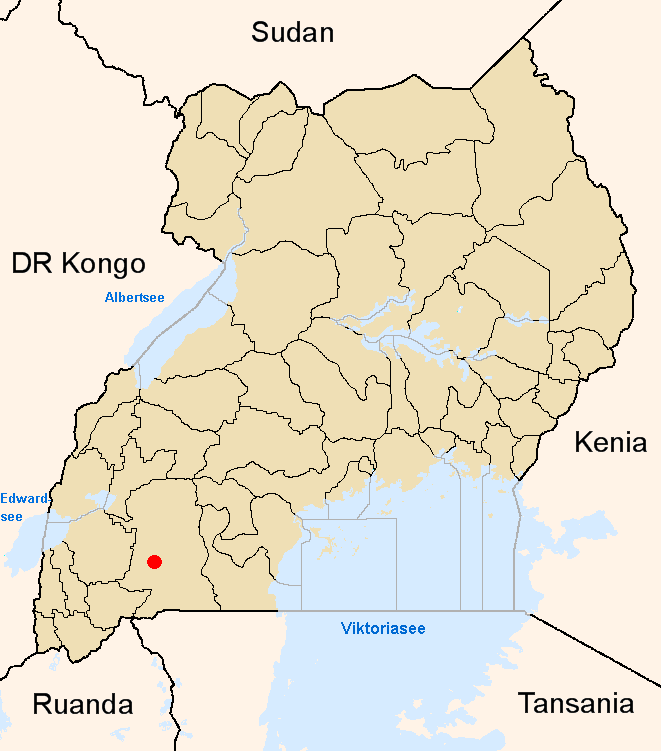
Localização de Mbarara no mapa de Uganda

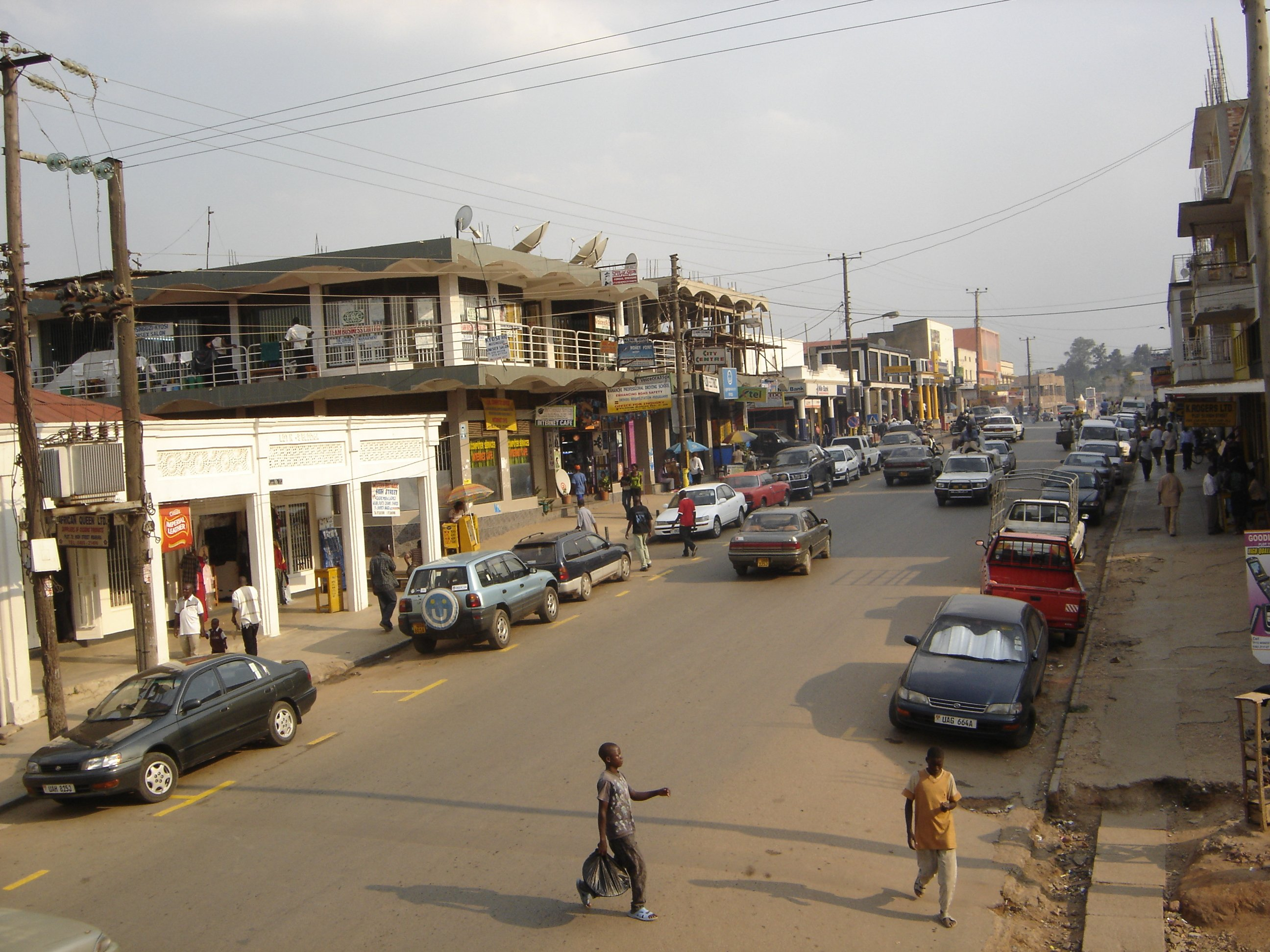
Mbarara

Mbarara é uma cidade da Região Oeste de Uganda. É o centro administrativo, comercial e a principal cidade do distrito de Mbarara. É o maior centro urbano de sua região.

## Localização
Mbarara está a 290 quilômetros (180 mi), por rodovia, do sudoeste de Kampala, a capital e maior cidade do país. 
As coordenadas do distrito financeiro central de Mbarara são 0°36'48.0"S 30°39'30.0"E (Latitude:-0.6132; Longitude:30.6582).

## População
O censo nacional estimou a população de Mbarara em 64.900 habitantes. Em 2010, The Uganda Bureau of Statistics (UBOS) estimou a população em 82.000 pessoas. Em 2011, o UBOS estimou a população em 83.700. Em agosto de 2014, o censo populacional nacional calculou que o número total da população era de 195.013.

## Educação
Mbarara possui várias instituições educacionais, desde o cuidado infantil até universidades, tais como a Universidade Mbarara de Ciência e Tecnologia (Mbarara University of Science and Technology - MUST), uma universidade pública fundada em 1989, e a Universidade Bispo Stuart (Bishop Stuart University - BSU), privada, fundada em 2003.